# Inula pseudolimonella
Inula pseudolimonella ist eine Pflanzenart aus der Familie der Korbblütengewächse (Asteraceae).

## Merkmale
Inula pseudolimonella ist ein Halbstrauch, der Wuchshöhen von 10 bis 20 Zentimeter erreicht. Die Pflanze ist mäßig dicht graugrünlich behaart. Die vielen dünnen Stängel sind einfach oder besitzen oberwärts kurze, an die Hauptachse angedrückte Verzweigungen. Die Grundblätter sind 15 bis 35 Millimeter groß, schmal und spitz. Die Hüllblätter sind spitz und stehen schwach ab.
Die Blütezeit reicht von Mai bis Juni.

## Vorkommen
Inula pseudolimonella ist auf Kreta in den Regionalbezirken Iraklio und Lasithi endemisch. Die Art wächst auf Felsen in Höhenlagen von (330) 1400 bis 2000 Meter.

## Belege
- Ralf Jahn, Peter Schönfelder: Exkursionsflora für Kreta. Mit Beiträgen von Alfred Mayer und Martin Scheuerer. Eugen Ulmer, Stuttgart (Hohenheim) 1995, ISBN 3-8001-3478-0, S. 310.